# Sonet 17 (William Szekspir)

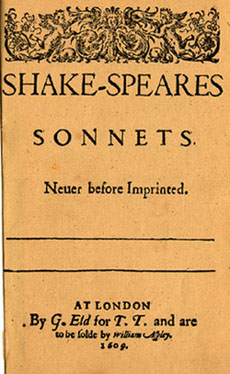
Strona tytułowa pierwszego wydania sonetów Shakespeare’a

Sonet 17 (Jak wiersz ten wiarę kiedyś zyska sobie) – jeden z cyklu sonetów autorstwa Williama Shakespeare’a.

## Treść
W utworze tym, kończącym cykl sonetów nawołujących młodzieńca do posiadania potomstwa, podmiot liryczny próbuje dowieść, że jedynym sposobem na zachowanie pamięci o urodzie młodego mężczyzny jest posiadanie potomstwa.